# Walter Schmidt (Mediziner, 1910)
Walter Eugen Schmidt (* 9. Juli 1910 in Wiesbaden; † 31. Januar 1970 ebenda) war im nationalsozialistischen Deutschen Reich SS-Untersturmführer und als Oberarzt in der Landesheilanstalt Eichberg im Rahmen der Aktion T4 und der Kinder-„Euthanasie“ an der Tötung von Geisteskranken und behinderten Kindern beteiligt.

## Herkunft und Studium
Walter Schmidt wurde am 9. Juli 1910 im Wiesbadener Stadtteil Sonnenberg als Sohn des Architekten Karl Schmidt geboren, wuchs dort auf und machte hier auch sein Abitur. An der Universität Frankfurt am Main studierte er von 1932 bis 1937 Medizin.
1927 trat Schmidt der Hitlerjugend und am 26. Dezember 1930 der NSDAP bei, aus der er im April 1931 wieder austrat, um im Mai 1933 wieder als Mitglied zurückzukehren. Im März 1932 wurde er Mitglied der SS.
Im Jahr 1937 legte Schmidt sein Staatsexamen ab und promovierte im folgenden Jahr. Er war zunächst als Medizinalpraktikant an der Universitäts-Frauenklinik und der Medizinischen Universitätsklinik Frankfurt am Main sowie der Orthopädischen Klinik Wiesbaden tätig. Im Februar 1939 erhielt er seine Approbation rückwirkend ab Dezember 1938.

## In der Landesheilanstalt Hadamar
Ab dem 15. Februar 1939 war Schmidt als Volontärarzt und ab 1. Mai 1939 als Assistenzarzt an der Landesheilanstalt Hadamar beschäftigt. Bereits hier soll er eigenhändig Patienten mit einer Spritze getötet haben. Bezeugt ist ein Fall, in dem Schmidt einen an Paralyse erkrankten Patienten mit zwei Scopolamin-Spritzen tötete, obwohl ihm dies durch seinen Vorgesetzten ausdrücklich untersagt worden war.

## Bei der Waffen-SS
Am 22. Mai 1939 wurde Schmidt auf eigenen Wunsch als Assistenzarzt an die Landesheilanstalt Eichberg versetzt, jedoch schon im August 1939 zur späteren Waffen-SS eingezogen. Dort wurde er in einem SS-Totenkopf-Regiment in Brünn, Danzig, Prag und ab April 1940 bis März 1941 in Norwegen eingesetzt. Vorher tat er auch kurzzeitig im KZ Dachau und eventuell in Buchenwald Dienst.

## Leiter der „Kinderfachabteilung“ der Landesheilanstalt Eichberg
Nach seinem Einsatz in Norwegen kehrte Schmidt am 15. März 1941 zur Landesheilanstalt Eichberg zurück. Hier übernahm er die Anfang 1941 eingerichtete „Kinderfachabteilung“.
Im Rahmen der sogenannten Kinder-„Euthanasie“ wurden von dem damit beauftragten „Reichsausschuß zur wissenschaftlichen Erfassung erb- und anlagebedingter schwerer Leiden“ Kinder und später auch Jugendliche mit Erbkrankheiten und Missbildungen in speziell ausgewählte Kliniken zur angeblichen besonderen Betreuung und Klärung wissenschaftlicher Fragen eingewiesen. Ärzte und Hebammen waren verpflichtet, dem „Reichsausschuß“ alle Fälle mit den genannten Krankheitsbildern zu benennen. Tatsächlich wurden in den etwa 30 Kinderfachabteilungen reichsweit mindestens 5.000 Säuglinge, Kinder und Jugendliche durch Medikamente oder durch Unterernährung getötet.
Für die Leitung der Eichberger Kinderfachabteilung wurde Schmidt u.k. gestellt und am 1. Juli 1941 zum beamteten Oberarzt befördert.
Das Verfahren des Reichsausschusses beschrieb Schmidt in seiner Aussage am 3. Dezember 1946 im Eichbergprozeß folgendermaßen:
„Wir erhielten von Berlin sogenannte Ermächtigungen zugestellt. Diese Ermächtigung war ergangen aufgrund von Meldungen, die von den Amtsärzten, Hebammen usw. ausgestellt waren. […] So erfaßte also der Reichsausschuß auf diese Art und Weise alle Mißgestalteten, Idioten, Mongoloiden, Kretinisten. Etwa diese Formen wurden erfaßt und in Berlin einer Ärztekommission aufgrund dieser Meldebogen vorgeführt. Diese Ärztekommission beschloss nun, daß dieses betr. Kind zwecks Behandlung irgendeiner Fachabteilung zugeführt wird; es beschloß die Einweisung. Mit dieser Einweisung entstand ein Vorgang. Diese Vorgänge wurden zusammen mit der Ermächtigung an uns in Eichberg geschickt. Wir mußten alle Monate berichten. Es war die Ermächtigung zur Durchführung einer Behandlung im Sinne der Euthanasie. In 95 % der Fälle kam das mit dem Kind. […] In den übrigen 5 % war es so, daß das Kind zwar beim Reichsausschuß erfaßt war, aber aus irgendwelchen Gründen der Bericht unklar war, so daß die Kinder von uns zunächst mal beurteilt werden mußten. Wir mußten einen rein ärztlichen Bericht über diese Kinder abgeben. Auf diesen ärztlichen Berichten wurde vor allem die Frage gestellt: wie beurteilen Sie die Bildungsfähigkeit? Dazu mußte Stellung genommen werden.“
Enthielten diese Berichte eine ungünstige Prognose, erfolgte vom „Reichsausschuß“ die Ermächtigung zur Tötung des Kindes, die verklausuliert das Wort Tötung durch „Behandlung“ ersetzte und beispielsweise so lautete:
„Unter Bezugnahme auf Ihren Bericht vom 7.7.1941 über obengenanntes Kind teile ich Ihnen nunmehr mit, daß eine Behandlung des Kindes erfolgen kann, sofern die klinische Beobachtung den geschilderten Befund bestätigt. Zu gegebener Zeit bitte ich um Mitteilung über das Ergebnis der Behandlung. Heil Hitler. von Hegener“
Das Ergebnis der „Behandlung“, also die Tötung, meldete Schmidt dann dem „Reichsausschuß“, wie beispielsweise bei dem Kind Helmut […], das „am 23. Oktober 41 einen plötzlichen Tod gefunden hat“ […].
Die Kinder wurden von Schmidt selbst und ausgewähltem Pflegepersonal getötet. Dieses wurde von Schmidt bei der Abendvisite entsprechend angewiesen, indem er bei den betreffenden Patienten stehenblieb und sagte: „Der gefällt mir nicht mehr.“
Im Eichbergprozess von 1946 räumte Schmidt die Tötung von 30 bis 40 Kindern ein. Die Oberschwester der Eichberger Anstalt, Helene Schürg (NSDAP-Mitglied, förderndes Mitglied der SS und Leiterin der Ortsgruppe der NS-Frauenschaft),  gab die Tötung von 30 bis 50 Kindern, für deren Tötung sie Sonderzulagen erhalten hatte, zu (Sie wurde 1946 wegen Beihilfe zum Mord zu acht Jahren Haft verurteilt). Nach ihrer Aussage wurden etwa 500 Kinder in die Kinderfachabteilung aufgenommen. Von den zwei Dritteln, die dort verstarben wurde ein Drittel, also etwa 200 Kinder, durch Spritzen mit Morphin-Chloralhydrat und Luminaltabletten getötet. Vom Personal des Eichbergs wurde Schmidt daher als „Massenmörder“ bezeichnet. Ein Kollege schätzte ihn „als einen Brausekopf und einen Psychopathen“ ein.
An der Heidelberger Psychiatrisch-Neurologischen Universitätsklinik hospitierte Schmidt bei Professor Carl Schneider, der Ärzte für Gehirnsektionen ausbildete, um sich für seine Forschungen die Gehirne verstorbener oder getöteter Patienten zu verschaffen. Hierzu hatte der zuständige Landesrat des Bezirksverbandes Nassau, Fritz Bernotat, folgende Anweisung erlassen:
„Gemäß Vereinbarung mit dem Direktor der Universitäts-Nervenklinik Heidelberg, Herrn Prof. Dr. Karl Schneider, sind ab sofort alle in der dortigen Anstalt bei Opduktionen anfallenden Gehirnpräparate zu besonderen Versuchszwecken an die Universitäts-Nervenklinik in Heidelberg, Vosstraße 4, einzusenden. Es sollen insbesondere Gehirne von verstorbenen Schwachsinnigen, Epileptikern, Postencephalitikern eingesandt werden. Es ist daher in jedem Falle bei diesen Kranken nach ihrem Ableben die Opduktion durchzuführen.“
In seiner Vernehmung durch die Staatsanwaltschaft Frankfurt am Main am 12. November 1946 äußerte sich Schmidt hierzu:
„Ich selbst widmete mich während meiner Heidelberger Beschäftigung in der Schneider’schen Klinik Arbeiten der Gehirnhistologie, die an sich mit dem ersterwähnten Forschungszweck [gemeint waren die damals neu aufgekommenen Schocktherapieverfahren wie Insulin- und Cardiazolschock] nur lose zusammenhing“.
Ein Patient namens Ballast, der Schmidt als Gehilfe diente, schenkte diesem zu Weihnachten 1941 ein Fotoalbum, in dem jeweils das Bild eines Kindes mit dem Bild dessen von Schmidt sektionierten Gehirn kombiniert war. Auch dieser Patient wurde später von Schmidt zu Tode gespritzt. Insgesamt wurden von der Anstalt Eichberg mindestens 86 Gehirne nach Heidelberg gesandt.
Die Tötung der sogenannten „Reichsausschußkinder“ war nicht vom Stopp der ersten Phase der Erwachsenen-„Euthanasie“ betroffen, sondern ging kontinuierlich bis Kriegsende weiter.

### Schockbehandlungen
Etwa ab Sommer 1942 beschaffte Schmidt einen Siemens-Konvulsator und begann mit den verschiedensten Formen der Schockbehandlung, wie Insulinschock, Cardiazolschock, Azomanschock und Elektroschock zu experimentieren. Die Erfolge dieser Maßnahmen stellte er übertrieben positiv dar. In seinem Prozess nach dem Kriege versuchte er diese Heilungsbemühungen in den Vordergrund seines Wirkens auf dem Eichberg zu stellen und damit die Tötungen in der Kinderfachabteilung zu verharmlosen.

### Aktion T4
Bei der im Nachkriegssprachgebrauch „Aktion T4“ und im nationalsozialistischen Jargon euphemistisch als „Euthanasie“ genannten Tötung von Geisteskranken und Behinderten in speziellen Gasmordanstalten, fungierte die Landesheilanstalt Eichberg ab Anfang 1941 als „Zwischenanstalt“. Diese dienten zur Tarnung der Aktion, indem die Todeskandidaten nicht direkt in die Tötungsanstalten verlegt wurden, sondern zunächst in Anstalten, die in der Nähe einer der insgesamt fünf Gasmordzentren lag. Außerdem konnte durch die „Pufferfunktion“ der Zwischenanstalten eine optimale und kontinuierliche Nutzung der Tötungsanstalten sichergestellt werden und damit „Leerlauf“ oder „Überlastungen“ vermieden werden.
Die erste Verlegung von Eichberger Patienten in die NS-Tötungsanstalt Hadamar fand am 13. Januar 1941 statt. Insgesamt 800 ihrer eigenen Patienten schickten die Verantwortlichen vom Eichberg bis Ende April in den Tod nach Hadamar. Danach folgten bis zum Stopp der ersten Phase der Erwachsenen-„Euthanasie“ im August 1941 nochmals fast 1.500 Kranke, die auf den Eichberg als eine der Zwischenanstalten für Hadamar verlegt worden waren.
Schmidt war als Vertreter des Anstaltsdirektors Friedrich Mennecke auch an diesen Vorgängen an verantwortlicher Stelle beteiligt. So nahm er zusammen mit Mennecke sowie unter anderem den Direktoren der Anstalten Herborn, Weilmünster und Kalmenhof/Idstein an einer Konferenz im Frühjahr 1941 in Berlin teil, die von den T4-Organisatoren veranstaltet wurde, um Details der Verlegung von Patienten in die Zwischenanstalten zu besprechen. Vom 2. September 1940 bis Dezember 1940 war er als T4-Gutachter tätig.
Nach dem offiziellen Stopp der Erwachsenen-„Euthanasie“ im August 1941 ging die Tötung der Kranken in anderer Form weiter. Statt durch Tötung in mehreren zentralen Gasmordanstalten, wurden die Patienten nunmehr dezentral in einer Vielzahl von Anstalten und Kliniken durch bewusste Unterernährung und Medikamentengaben getötet.
Auf dem Eichberg wurde offensichtlich vom Sommer 1941 bis Sommer 1942 die gezielte Unterernährung bevorzugt. Danach wurde auch hier zur Medikamententötung mit Morphin, Luminal und Trional übergegangen. Die tödliche Dosis wurde dabei so über mehrere Tage gestreckt, dass der Anschein eines natürlichen Todes erweckt wurde. Schöpften Angehörige trotzdem Verdacht und beschwerten sich, drohte ihnen Schmidt schon mal mit der Gestapo oder der zwangsweisen Untersuchung des Geisteszustandes des Beschwerdeführers durch einen Amtsarzt.
Neben den Tötungen im Rahmen der Erwachsenen-„Euthanasie“ wurden auf dem Eichberg auch ausländische Zwangsarbeiter zu Tode gebracht. Hierzu sagte im Nachkriegsprozeß eine Eichberger Ärztin aus:
„Wir bekamen hin und wieder kranke Ostarbeiterinnen eingeliefert. Einige von ihnen kamen auf die Krankenabteilung, wurden dort von mir untersucht und wie alle anderen Geisteskranken betreut und behandelt. Es ist aber auch vereinzelt vorgekommen, daß ich diese geisteskranken Ostarbeiterinnen gar nicht zu Gesicht bekam. Dr. Schmidt äußerte – ich weiß nicht, ob spontan oder auf eine Frage meinerseits – daß wir eine Sonderabteilung für geisteskranke Ostarbeiterinnen hätten, die mich nichts anginge. Aus der ganzen Situation und auch aus Äußerungen der Oberschwester mußte ich schließen, daß das Leben dieser kranken Frauen vorzeitig durch einen Eingriff beendet wurde, wenn nicht durch Dr. Schmidts eigene Hand, so doch durch seine Anordnungen. Eines Tages führte ich über diesen Punkt eine Unterredung mit Dr. Schmidt […]. Er […] vertrat entschieden die Meinung, daß in Deutschland kein Platz für geisteskranke Ausländer, speziell Russen sei und daß er als Soldat handele, wenn er daraus die Konsequenzen ziehe.“
Insgesamt ist festzustellen, dass die Sterberate bei einer Durchschnittsbelegung von 1000 bis 1500 Patienten jährlich mit etwa 600 bis 800 Toten außerordentlich hoch war.
Auch in Hadamar ging man nach dem Stopp der Gasmorde und dem Abbau der entsprechenden Einrichtungen dazu über, Patienten durch Unterernährung und Medikamente zu töten. Dort wurde diese Art der Krankentötungen noch intensiver als in anderen Anstalten betrieben. In den Jahren 1942 bis 1945 wurden etwa 700 Patienten vom Eichberg nach Hadamar verlegt. Über 95 % dieser Verlegten starben dort. Der Eichberg war somit unter Schmidt, der als Stellvertreter Menneckes zum faktischen Leiter der Anstalt avancierte, nachdem dieser im Januar 1943 zur Wehrmacht eingezogen worden war, das „Eingangstor zum Tode“.
1943/44 war Schmidt in der Nachfolge Menneckes auch Leiter der NSDAP-Ortsgruppe Eichberg-Eberbach. Am 1. Januar 1944 wurde er zum Provinzialmedizinalrat ernannt. Im März 1945 vernichtete er den Schriftverkehr mit dem „Reichsausschuß“, um zu verhindern, dass dieses ihn belastende Material in die Hände der Alliierten fallen konnte.

## Nach dem Krieg
Von den Alliierten wurde Schmidt am 12. Juli 1945 festgenommen und ab dem 23. September 1945 im Internierungslager Dachau gefangen gehalten.
Im Eichberg-Prozess vor der 4. Strafkammer des Landgerichts Frankfurt am Main wurde Schmidt am 21. Dezember 1946 zu einer lebenslänglichen Zuchthausstrafe verurteilt. Am 12. August 1947 wurde das Strafmaß aufgrund eines von der Staatsanwaltschaft beantragten Revisionsverfahrens vom Oberlandesgericht Frankfurt am Main in die Todesstrafe abgeändert, am 12. Januar 1949 im Gnadenwege jedoch wieder auf eine lebenslängliche Zuchthausstrafe zurückgeführt. 1951 wurde Schmidt zu einer zehnjährigen Zuchthausstrafe begnadigt, die er im Zuchthaus Butzbach verbrachte. Eine von seinen Eltern initiierte Unterstützungskampagne trug mit dazu bei, dass er bereits im Juli 1953 im Wege einer Strafaussetzung wieder auf freien Fuß kam. 554 Wiesbadener hatten eine Unterschriftenliste unterschrieben, in der dem Arzt für seine neuen Heilmethoden gedankt und er zum Gegner der Euthanasie erklärt wurde – die Regierung des Landes Hessen beugte sich dem öffentlichen Druck.
Der Hessische Ministerpräsident und Justizminister Georg August Zinn rechtfertigte damals diese Gnadenpraxis gegenüber der Gesellschaft für christlich-jüdische Zusammenarbeit: Amtierende Bundes- und Länderminister hätten Schmidts Freilassung befürwortet. Außerdem sei die Rechtsprechung außerhalb Hessens in gleichgelagerten Fällen wesentlich milder gewesen. Die Strafverfolgung schien erledigt. Trotz entzogener Approbation war Schmidt danach wieder als Arzt tätig.
Im Nürnberger Ärzteprozess vom 9. Dezember 1946 bis 20. Juli 1947 trat Schmidt als Zeuge der Anklage auf. Dabei sagte er auch über eine von der T4-Organisation einberufene Sitzung aus, an der er Anfang Februar 1940 in Berlin mit seinem Anstaltsdirektor Mennecke teilgenommen habe. Offensichtlich unterbrach er dafür seinen Wehrdienst in einem SS-Totenkopf-Regiment:
„… die Herren Juristen in Berlin sagten uns, daß es sich bei dieser Aufgabe um eine legale Angelegenheit handele, daß es ein Gesetz Hitlers sei, bzw. ein gesetzkräftiger Erlaß – rechtskräftiger Erlaß; auch die Frage, ob Hitler ermächtigt ist derartige Erlasse zu geben, wurde besprochen von Juristen und wurde bejaht – und uns wurde gesagt, daß es sich um eine Angelegenheit handelt, die durchaus eine legale Staatsaufgabe sei, die schon auch 1932 bereits geplant gewesen sei und auch in anderen Ländern geplant gewesen sei, und daß wir uns in keiner Weise irgendwie strafbar machen würden und im Gegenteil, daß eine Sabotage dieses Führerbefehls strafbar sei. Auch die Frage der Geheimhaltung wurde eingehend besprochen. Es wurde gesagt, daß diese Art ein neuartiges Gesetz sei, daß eben die Patienten vorher nicht von einer solchen Maßnahme Kenntnis haben dürften, da sie sonst vielleicht erregt sein würden, und daß dies wohl der entscheidende Grund sei, warum dieses Gesetz nicht veröffentlicht wurde. Außerdem waren wir zur Zeit im Krieg, so daß derartige Maßnahmen im Innern geheim gehalten werden sollten. […], daß es sich um unheilbar schwer Leidende handeln würde, es war mir allerdings nicht ganz klar, wo die Grenze sein sollte.“
Am 31. Januar 1970 ist Walter Schmidt in Wiesbaden verstorben.